# Unified EFI Forum
UEFI Forum, Inc. международная некоммерческая организация, отвечающая за разработку, поддержку и продвижение стандартов UEFI. Совет директоров представлен 12 компаниями: AMD, American Megatrends, ARM, Apple, Dell, Hewlett Packard Enterprise, HP Inc., Insyde Software, Intel, Lenovo, Microsoft, и Phoenix Technologies.

## Деятельность
Организация занимается управлением и продвижение спецификации UEFI загрузчика и интерфейса времени выполнения между прошивкой платформы и операционной системой. Изначальная спецификация EFI была разработана компанией Intel и послужила основой для создания спецификации UEFI. Цель организации заменить устаревший BIOS.
Помимо спецификации UEFI, организация также отвечает за спецификацию UEFI Platform Initialization (PI), которая описывает внутреннюю архитектуру прошивки, а также интерфейсы между прошивкой и оборудованием. Кроме того, организация отвечает за разработку тестов для проверки соответствия спецификациям.
В октябре 2013 года спецификации ACPI (Advanced Configuration and Power Interface) также были переданы в ведение организации . Она отвечает за развитие и продвижение будущих спецификаций ACPI. Интерфейс ACPI используется для конфигурации системы, управления питанием и обеспечения надежности, доступности и сопровождаемости (RAS). В качестве отправной точки для разработки будущих версий ACPI используется спецификация ACPI версии 5.0.

## Опубликованные спецификации
- UEFI Specification version 2.8, опубликовано: март 2019
- UEFI Shell Specification version 2.2, опубликовано: 26 января 2016
- UEFI Platform Initialization Specification version 1.7, опубликовано: январь 2019
- UEFI Platform Initialization Distribution Packaging Specification version 1.1, опубликовано: январь 2016
- ACPI Specification version 6.4, опубликовано: январь 2021

## Устаревшие спецификации
- UEFI Specification version 2.0, 2.1, 2.2
- UEFI Platform Initialization Specification version 1.0, 1.1